# Krantiveer (película)
Krantiveer (traducida como "Valiente Revolucionario") es una película de acción y policías en hindi de la India lanzada en 1994. Fue dirigida y producida por Mehul Kumar. La película cuenta con un elenco principal que incluye a Nana Patekar, Dimple Kapadia, Atul Agnihotri y Mamta Kulkarni. Además, actores como Farida Jalal, Paresh Rawal, Tinu Anand y Danny Denzongpa desempeñan papeles secundarios.
La película se convirtió en la tercera película con mayores ingresos en taquilla de ese año y recibió reconocimientos en la forma de tres Star Screen Awards, cuatro premios Filmfare y un Premio Nacional de Cine.
fue objeto de adaptaciones en otros idiomas. En telugu, la película se rehízo como "Punya Bhoomi Naa Desam" en 1995, y en kannada, tuvo una adaptación titulada "Parodi" en 2007. Además, se lanzó una secuela de "Krantiveer" bajo el título "Krantiveer: The Revolution" en 2010.
De acuerdo con Box Office India, la película original fue un éxito en taquilla, lo que demuestra su popularidad y recepción positiva por parte del público.

## Trama
"Pratap Tilak" (interpretado por Nana Patekar) es el nieto de Bheeshmanarayan Tilak, un destacado luchador por la libertad. La historia comienza con Pratap involucrándose en apuestas, lo que contribuye al deterioro de la salud de su abuelo Bheeshmanarayan, quien muere como resultado. Enfurecida por estos eventos, Durgadevi (interpretada por Farida Jalal), la madre de Pratap, le ordena que abandone el pueblo. Pratap llega a Mumbai, donde salva la vida de Atul (interpretado por Atul Agnihotri), el hijo del dueño del chawl (complejo de viviendas), Laxminath (interpretado por Paresh Rawal). Laxminath decide dar refugio a Pratap. Con el tiempo, Atul se enamora de Mamta (interpretada por Mamta Kulkarni), quien es la hija de Yograj (interpretado por Tinnu Anand), un constructor. Pratap también entabla una relación algo sarcástica con Megha Dixit (interpretada por Dimple Kapadia), una periodista que vive en el chawl y lucha contra la injusticia a través de su trabajo en los periódicos.
Pratap se convierte en una influencia positiva en el chawl, enseñando a las personas a ser fuertes y luchar por sus derechos en lugar de depender de otros. La trama se vuelve más intensa cuando Chattursingh Chita (interpretado por Danny Denzongpa) y Yograj planifican la construcción de un centro turístico, llevando a cabo disturbios comunales, asesinatos y quema de casas para sus propios fines. Laxminath es asesinado por Chattursingh Chita.
A medida que la trama se desarrolla, Pratap descubre que los padres de Megha fueron asesinados por Chattursingh Chita y que ella también fue víctima de una violación. Pratap le propone matrimonio a Megha. Por otro lado, Mamta se distancia de su padre y se une a Atul. La historia toma un giro más oscuro cuando Pratap decide tomar medidas drásticas contra la corrupción, asesinando a ministros corruptos, a un juez y a un policía. Esto lo lleva a ser juzgado y condenado a muerte.
En un clímax impactante, Pratap enfrenta públicamente su ejecución por ahorcamiento, desafiando a la multitud a que sean valientes y luchen por la justicia. En ese momento, un abogado llega al lugar con la noticia de que Pratap ha sido indultado por el presidente. Sin embargo, la historia no termina aquí. Chattursingh Chita aparece para matar a Pratap, quien lucha valientemente utilizando un rifle con bayoneta y mata a Chita.
La película en sí cuenta la historia de un valiente individuo que se levanta contra la injusticia, está dispuesto a sacrificar su vida por una causa noble y busca inspirar a los demás a tomar una posición en contra de la corrupción y la opresión.

## Elenco
- Nana Patekar como Pratap Narayan Tilak
- Dimple Kapadia como Megha Dixit
- Atul Agnihotri como Atul
- Mamta Kulkarni como Mamta
- Farida Jalal como la madre de Pratap
- Paresh Rawal como Laxmidas Dayal
- Tinu Anand como Yograj
- Danny Denzongpa como Chatur Singh Chita
- Mushtaq Khan como Babbanrao Deshmukh
- Ishrat Ali como Chandrasen Azaad
- Vikas Anand como Judge Hukam Ali Javed
- Mahesh Anand como Vaishiram
- Ghanashyam Nayak como Kalyanji Bhai
- Janardhan Parab como Ismail
- Shafi Inamdar como entrevistador
- Mehul Kumar como abogado
- Sujit Kumar como comisionado de policía
- K. K. Raj como subinspector Satyawadi Dubey
- Mulraj Rajda como juez Vishwanath Singh
- Mukesh Rawal como carcelero
- Viju Khote como Dr. Vishwanath
- Bindu como aparición especial en la canción "Love Rap"

## Equipo
- Productor: Mehul Kumar
- Director: Mehul Kumar
- Actores: Nana Patekar, Atul Agnihotri, Dimple Kapadia, Mamta Kulkarni
- Trama: Mehul Kumar
- Guion: KK Singh
- Letras: Sameer
- Música: Anand–Milind
- Coreografía: Chinni Prakash, Madhav Kishen
- Montaje: Yusuf Sheikh
- Diseño de Vestuario: Shammim

## Recepción crítica
Según The Indian Express, Nana Patekar, que es reconocido como uno de los mejores actores de Bollywood, es la razón principal para ver "Krantiveer". La reseña también destacó el sólido elenco de apoyo, en el que se incluyen Kapadia y Rawal. La revista comercial Film Information comentó que el protagonista, caracterizado por el guionista, y su destacada actuación como el héroe, hacen que la película ofrezca una experiencia distinta y placentera.

## Premios
Premios Nacionales de Cine:
- Mejor actor: Nana Patekar

40º Premios Filmfare:
Ganados
- Mejor actor: Nana Patekar
- Mejor actriz de reparto: Dimple Kapadia
- Mejor historia: KK Singh
- Mejor diálogo: KK Singh

Nominados
- Mejor película: Mehul Kumar
- Mejor director: Mehul Kumar
- Mejor villano: Danny Denzongpa

Premios Screen Star:
- Mejor actor: Nana Patekar
- Mejor diálogo: KK Singh
- Mejor historia: KK Singh

## Música
| Canción                 | Cantante(s)                                          |
| ----------------------- | ---------------------------------------------------- |
| "Jab Se Hum"            | Kumar Sanu, Alka Yagnik                              |
| "Chunri Udi"            | Kumar Sanu, Purnima                                  |
| "Phool Kali"            | Udit Narayan, Sadhana Sargam                         |
| "Jhankaron"             | Udit Narayan, Sapna Awasthi                          |
| "Jai Ambe Jagdambe Maa" | Praful Dave, Sapna Awasthi, Sudesh Bhosle            |
| "Amor Rap"              | Amit Kumar, Sapna Mukherjee, Sudesh Bhosle, Poornima |